# Засада в Коу
Засада в Коу (англ. Coagh Ambush) — вооружённое столкновение между тремя боевиками ИРА из Восточно-Тиронской бригады и восемью спецназовцами из Особой воздушной службы SAS, произошедшее в деревне Коу (графство Тирон, Северная Ирландия) в понедельник 3 июня 1991 года. Боевики ИРА планировали убить офицера Ольстерского оборонного полка, однако их автомобиль был обстрелян из засады. Спецназовцы, по официальной британской версии, открыли огонь по автомобилю боевиков, он загорелся и вскоре взорвался. По версии ИРА, спецназовцы дождались, пока автомобиль загорится, а затем расстреляли выбежавших оттуда боевиков.

## Предыстория
В мае 1987 года ИРА понесла самые большие потери в своей истории: восемь человек были убиты в Лафголле в результате подстроенной засады SAS (в том же бою был по неосторожности застрелен гражданский, который случайно приехал на место засады). Однако это не только не сбавило активность боевиков в Восточном Тироне, но и привело к очередному всплеску агрессии. В августе 1988 года спецназовцы уничтожили трёх боевиков, которые пытались напасть на солдата Ольстерского оборонного полка близ Кэррикмора. По версии британской разведки, убитые были причастны ко взрыву автобуса в Баллиголи, который унёс жизни восьми солдат и покалечил 28. С этого момента британские войска производили переброску войск только по воздуху при помощи вертолётов.

### Перестрелки в Восточном Тироне
В конце 1980-х годов по Восточному Тирону прокатилась серия убийств, которая и стала поводом к засаде. 26 апреля 1988 года боевиком ИРА был застрелен солдат Ольстерского оборонного полка Эдвард Гибсон, состоявший в совете Кукстауна. Объектами атаки становились именно солдаты протестантского вероисповедания, что породило разговоры о межрелигиозной волне. Ответным актом стало убийство членами Ольстерских добровольческих сил Фелима Макнелли, брата местного члена совета Фрэнси Макнелли, совершённое 24 ноября 1988 года. ИРА ответило на это расстрелом Лесли Далласа, бывшего военнослужащего Ольстерского оборонного полка и действовавшего члена Ольстерских добровольцев, а также убийством двух пожилых людей и поджогом гаража.
29 ноября 1989 года после кратковременного затишья Коу снова был сотрясён убийствами: Лайам Райан, член ИРА и хозяин одного бара, был застрелен на рабочем месте боевиками Ольстерских добровольческих сил (в перестрелке погиб один посетитель). 8 марта 1990 года боевики ИРА нанесли ответный удар, подорвав гранатами автомобиль солдата Ольстерского полка Томаса Джемисона, строителя по совместительству, и расстреляв его самого. Действие произошло близ Донамора: Джемисон возвращался с задания по доставке бетона на базу Ольстерского полка. Он работал в строительной компании братьев Генри, которая оказывала помощь персоналу военных баз в Северной Ирландии с 1985 года. Один из совладельцев компании, Гарольд Генри, был убит боевиками ИРА в 1987 году в местечке Зе Луп, графство Лондондерри.
3 марта 1991 года ольстерцы снова устроили кровавую бойню, на этот раз в Каппе были убиты четверо человек. Трое из них были в составе ИРА. По свидетельствам республиканцев, спецслужбы Великобритании помогли ольстерским добровольцам организовать нападение. В ответ на это 9 апреля 1991 года боевиками ИРА был застрелен Дерек Фергюсон, ольстерский лоялист, кузен местного депутата Уильяма Маккри. Семья отрицала причастность Фергюсона к полувоенным организациям. По версии Кевина Тулиса, частью этих убийств стал вскоре и взрыв в казармах Гленанна, когда 30 мая неуправляемый грузовик врезался в здание базы и взлетел на воздух, унеся жизни трёх солдат и ранив ещё десять. По заявлениями ИРА, засада в Коу стала актом мести британцев за нападение на Гленанн.

## Засада

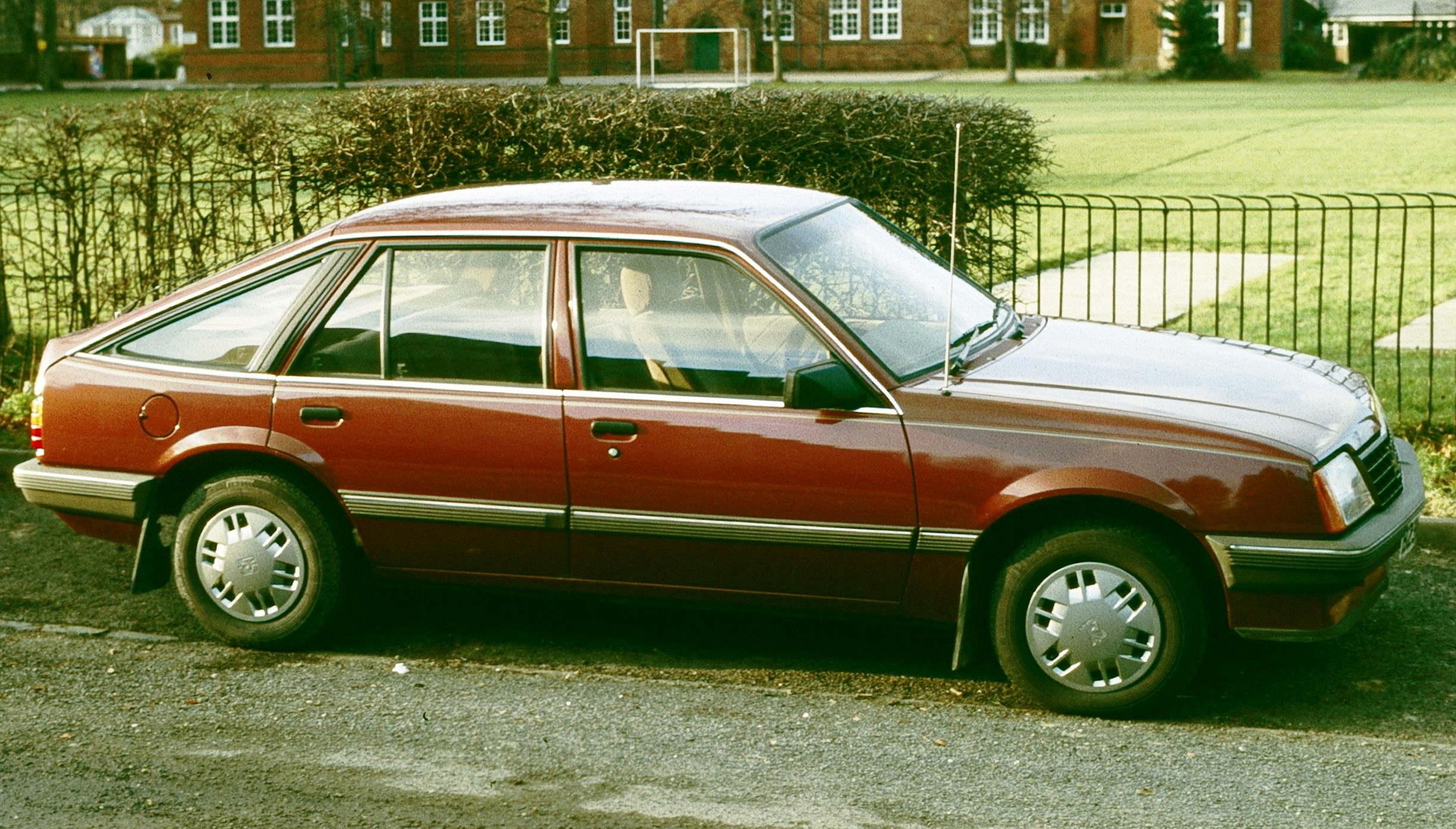
Автомобиль Vauxhall Cavalier: автомобиль этой модели был обстрелян британцами

Утром в 7:30 3 июня 1991 года три боевика ИРА — Тони Дорис из Колислэнда, Питер Райан из Ардбоу и Лоуренс Макнелли из графства Монахан — выехали из города Манимор (графство Лондондерри) в деревню Коу на угнанном автомобиле Vauxhall Cavalier, проехав по мосту между графствами Лондондерри и Тирон. По заявлению ИРА, трио готовилось убить солдата из Ольстерского ооборонного полка, который сообщал информацию службам безопасности. Однако план был раскрыт не то по причине шпионажа со стороны британцев, не то по причине простой технической утечки данных. В Коу расположились силы SAS по обе стороны от главной улицы, несколько солдат спрятались в грузовике. По словам свидетелей, они видели вооружённых людей в защитных костюмах сварщиков и противогазах. Водителем угнанного автомобиля был Тони Дорис, который ехал к центру деревни. Передвижение машины отслеживали на земле и с воздуха. Команда прикрытия даже подготовила ловушку для боевиков: один из солдат изображал будущую жертву и сидел в машине, ожидая своего друга, который его должен был отвести на работу.
Как только автомобиль оказался в поле зрения солдат и добрался до условной «контрольной точки», спецназовцы открыли огонь, выпустив более 200 пуль по автомобилю. Дорис был ранен и потерял управление над машиной. Та врезалась в две стоящие рядом машины. Битва продолжалась в течение 10 минут, пока автомобиль не взорвался, а пламя не перекинулось на соседний Volkswagen Golf). Все трое были убиты.
По свидетельству очевидцев, один из боевиков открыл ответный огонь сразу же после столкновения; двое боевиков пытались выбраться из горящей машины и потушить самостоятельно пожар. Уже потом при исследовании места стычки выяснилось, что эти двое не успели выбраться из машины: одна половина тела убитого боевика находилась в машине, а другая — вне её. Родственники жертв говорили обратное: оба выбрались, но были застрелены, а их трупы запихали в машину солдаты SAS, и в поддержку этой версии говорит тот факт, что довольно далеко от автомобиля была обнаружена балаклава одного из боевиков ИРА. Тела убитых были настолько обожжены, что их пришлось идентифицировать по уцелевшим зубам и зубным протезам. На месте преступления были изъяты две винтовки, из которых, как выяснилось, был убит Лесли Даллас в 1989 году.

## Реакция
Уильям Маккри, член Демократической унионистской партии и кузен погибшего Дерека Фергюсона, был доволен результатом операции и сказал, что тем самым свершилось правосудие. Иан Пэйсли, лидер той же партии, приветствовал действия SAS и призвал всех готовиться к полномасштабной войне.
Член Совета Шинн Фейн Фрэнси Макнелли, брат Лоуренса Макнелли, назвал погибших хорошими солдатами, которых казнили войска британской короны. Республиканцы обвинили Королевскую полицию Ольстера и полицию Ирландии в затягивании похорон всех троих, которых в итоге хоронили с полными воинскими почестями. По их же источникам, полиция Ольстера сфабриковало дело об охоте ИРА на протестантских рабочих.
Член Социал-демократической и лейбористской партии, депутат Парламента Шеймус Маллон предупредил, что «этика насилия» выгрызает душу из общества, и выразил надежду, что была хотя бы предпринята попытка взять террористов живыми.

## Дальнейшие действия Восточно-Тиронской бригады
ИРА не прекратила свою деятельность в графстве Тирон и после засады: через два месяца близ Каппы на дороге Альтмор за рулём грузовика был обнаружен мёртвым бывший солдат Ольстерского оборонного полка; в январе 1992 года в Тибэйне взрыв противопехотной мины унёс восемь жизней (все погибшие были строителями на британской базе, один из них служил в Королевских ирландских рейнджерах). Ответ британцев не заставил себя долго ждать: в феврале 1992 года в засаду в Клоноу попали шестеро боевиков ИРА, четверо из которых были убиты при попытке атаковать Колислэнд, но спустя месяц насилие приобрело уже неуправляемый характер: гибель солдата от взрыва бомбы в Каппе вылилась в массовую драку ирландских националистов с британскими солдатами. К 1993 году в адрес ИРА стали звучать всё чаще и чаще обвинения в убийствах протестантских землевладельцев Тирона и Ферманаха (особенно после гибели солдата Дэвида Мартина в Килдрессе в результате взрыва заминированного автомобиля).